# 피작

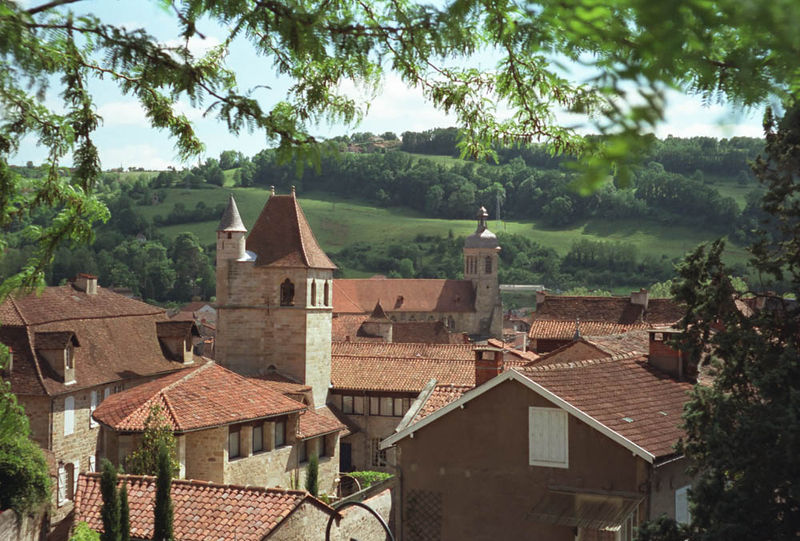
피작의 전경

피작(프랑스어: Figeac)은 프랑스 남서부에 위치한 도시이다. 로트주의 코뮌이기도 하다.